# الوليد بن يزيد
أبُو العَبَّاس الوَليد الثَّانِي بن يَزيد بن عَبدَ المَلِك بن مُروان بن الحَكَم الأُمَويُّ القُرَشيُّ (90 - 126 هـ / 709 - 744 م). ووقت موت أبيه كان للوليد عشر سنين ونيف، فعقد له أبوه بالعهد من بعد هشام بن عبد الملك، فلما مات هشام، سلمت إليه الخلافة. وأم أبيه عاتكة بنت يزيد بن معاوية بن أبي سفيان وأمها أم كلثوم بنت عبد الله بن عامر بن كريز وأم عامر بن كريز أم حكيم البيضاء بنت عبد المطلب
فلذلك يقول الوليد:
قال ابن الأثير وكان من فتيان بني أمية وظرفائهم وشجعانهم واجوادهم وأشدائهم
ومن حسن الكلام ما قاله الوليد لما مات مسلمة بن عبد الملك، فإن هشاما قعد للعزاء، فأتاه الوليد وهو نشوان يجر مطرف خز عليه، فوقف على هشام فقال: يا أمير المؤمنين، إن عقبى من بقي لحوق من مضى، وقد أقفر بعد مسلمة الصيد لمن رمى، واختل الثغر فهوى، وعلى أثر من سلف يمضي من خلف، (وتزودوا فإن خير الزاد التقوى). فأعرض هشام ولم يحر جوابا، وسكت القوم فلم ينطقوا.
قال أبو الحسن بن الأثير وقد نزه قوم الوليد مما قيل فيه، وأنكروه ونفوه عنه وقالوا: إنه قيل عنه وألصق به وليس بصحيح.
قال المدائني: دخل ابن للغمر بن يزيد أخي الوليد على الرشيد، فقال له: ممن أنت؟ قال: من قريش. قال: من أيها؟ فأمسك، فقال: قل وأنت آمن ولو أنك مروان. فقال: أنا ابن الغمر بن يزيد. فقال: رحم الله عمك الوليد ولعن يزيد الناقص، فإنه قتل خليفة مجمعا عليه! ارفع حوائجك. فرفعها فقضاها.
وقال شبيب بن شيبة: كنا جلوسا عند المهدي فذكروا الوليد، فقال المهدي: كان زنديقا، فقام أبو علاثة الفقيه فقال: يا أمير المؤمنين إن الله - عز وجل - أعدل من أن يولي خلافة النبوة وأمر الأمة زنديقا، لقد أخبرني من كان يشهده في ملاعبه وشربه عنه بمروءة في طهارته وصلاته، فكان إذا حضرت الصلاة يطرح الثياب التي عليه المطايب المصبغة، ثم يتوضأ فيحسن الوضوء، ويؤتى بثياب نظاف بيض فيلبسها ويصلي فيها، فإذا فرغ عاد إلى تلك الثياب فلبسها واشتغل بشربه ولهوه، فهذا فعال من لا يؤمن بالله؟! فقال المهدي: بارك الله عليك يا أبا علاثة !
قال الأزرقي في أخبار مكة حدثني محمد بن يحيى، عن الواقدي، عن أشياخه، قال: "لما فتح عمر بن الخطاب رضي الله عنه مدائن كسرى، كان مما بعث إليه هلالان، فبعث بهما فعلقهما في الكعبة، وبعث عبد الملك بن مروان بالشمستين، وقدحين من قوارير، وضرب على الأسطوانة الوسطى الذهب من أسفلها إلى أعلاها صفايح، وبعث الوليد بن عبد الملك بقدحين، وبعث الوليد بن يزيد بالسرير الزينبي، وبهلالين، وكتب عليها اسمه: بسم الله الرحمن الرحيم، أمر عبد الله الخليفة الوليد بن يزيد أمير المؤمنين، في سنة إحدى ومائة". أخبرنيه إسحاق بن سلمة الصائغ: أنه قرأ حين خلق الكعبة. وأخبرنيه غير واحد من الحجبة، سنة اثنتين وأربعين ومائتين، وبعث أبو العباس بالصحفة الخضراء، وبعث أبو جعفر بالقارورة الفرعونية، كل هذا معلق في البيت، وكان هارون الرشيد قد وضع في الكعبة قصبتين، علقهما مع المعاليق، في سنة ست وثمانين ومائة، وفيهما بيعة محمد وعبد الله ابنيه، وما عقد لهما، وما أخذ عليهما من العهود، وبعث المأمون بالياقوتة التي تعلق في كل سنة في وجه الكعبة، في الموسم، بسلسلة من ذهب، وبعث أمير المؤمنين جعفر المتوكل بشمسة عملها من ذهب، مكللة بالدر الفاخر، والياقوت الرفيع، والزبرجد، بسلسلة من ذهب، تعلق في وجه الكعبة في كل موسم".

## نسبه
- هو: الوليد بن يزيد بن عبد الملك بن مروان بن الحكم بن أبي العاص بن أمية الأكبر بن عبد شمس بن عبد مناف بن قصي بن كلاب بن مرّة بن كعب بن لؤي بن غالب بن فهر بن مالك بن النضر وهو قريش بن كنانة بن خزيمة بن مدركة بن إلياس بن مضر بن نزار بن معد بن عدنان.
- وأمه هي: ام الحجاج بنت محمد بن يوسف بن الحكم بن أبي عقيل بن مسعود بن عامر بن معتب بن مالك بن كعب بن عمرو بن سعد بن عوف بن ثقيف بن مُنبّه بن بكر بن هوازن بن منصور بن عكرمة بن خَصَفَة بن قيس عيلان بن مضر بن نزار بن معد بن عدنان

## مقتله

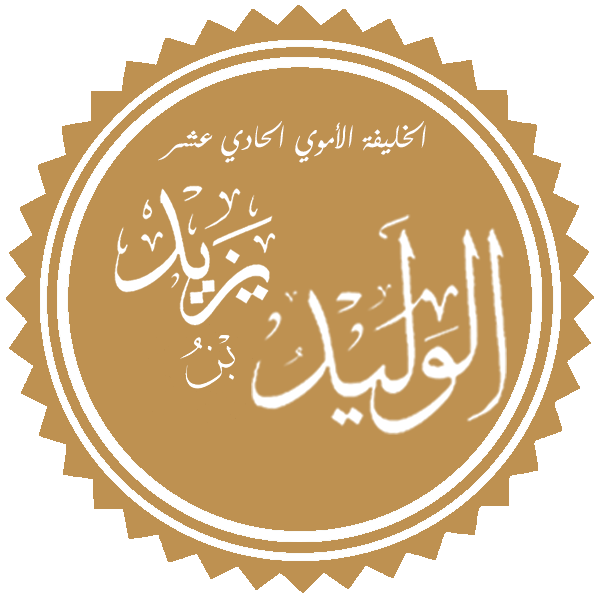
تخطيط اسم الوليد بن يزيد بالخط العربي

كان الوليد مشتغلاً باللعب واللهو، معرضاً عن الدين قبل الخلافة، فلما وليها زاد ذلك فثقل أمره على رعيته وكرهوه، ثم ضم إلى ذلك أنه فسد أمره مع بني عمه ومع اليمانية وهي أعظم جند الشام، فضرب سليمان بن هشام مائة سوط، وحلق رأسه ولحيته وغربه إلى عمان فحبسه بها، فلم يزل بها حتى قتل الوليد، ورماه بنو هاشم بالكفر والزندقة وغشيان أمهات أولاد أبيه. وكان أشدهم فيه قولاً ابن عمه يزيد بن الوليد بن عبد الملك، وكان الناس إلى قوله أميل، لأنه كان يظهر النسك ويقول: ما يسعنا الرضى بالوليد، حتى حمل الناس على الفتك به، وأجمع على قتله قوم من قضاعة واليمانية من أهل دمشق خاصة، فأتى قوم منهم خالد بن عبد الله، فدعوه إلى أمرهم فلم يجبهم، قالوا: فاكتم علينا، قال: لا أسمي أحداً منكم.
بايع الناس يزيد بن الوليد سراً، واجتمع عليه أكثر أهل دمشق، وأجمع يزيد على الظهور، فقيل للعامل: إن يزيد خارج، فلم يصدق، فأرسل يزيد أصحابه بين المغرب والعشاء ليلة الجمعة، فمكثوا عند باب الفراديس حتى أذنوا العتمة، فدخلوا فصلوا وللمسجد حرس، وقد وكلوا بإخراج الناس من المسجد بالليل، فلما صلى الناس صاح بهم الحرس، وتباطأ أصحاب يزيد، فجعلوا يخرجون من باب ويدخلون من آخر حتى لم يبق في المسجد غير الحرس وأصحاب يزيد، فقبض أصحاب يزيد على الحرس جميعهم، ومضى يزيد بن عنبسة إلى يزيد بن الوليد فأعلمه وأخذ بيده وقال: قم يا أمير المؤمنين وأبشر بنصر الله وعونه، فقام وقال: اللهم إن كان هذا لك رضاً فأعني عليه وسددني، فإن كان غير رضاً فاصرفه عني بموت، وأقبل في اثني عشر رجلاً، ثم اجتمع أصحابهم وأخذ خزان بيت المال وصاحب البريد وكل من يحذره، وقبضوا سلاحاً كثيراً من المسجد.
وخرج الوليد بن يزيد إلى حصن للعرب، وقصده أصحاب يزيد فقاتلهم في جماعة معه، وقال لأصحابه: من جاء برأس فله خمسمائة، فجاء قوم بأرؤس، فقال: اكتبوا أسماءهم، فقال رجل: ما هذا يوم يعمل فيه بنسيئة، فتفرق عنه أصحابه
فدخل الحصن وأغلق الباب وقال: أما فيكم رجل له حسب وحياء أكلمه كلمة؟ فقال له يزيد بن عنبسة: كلمني، قال: ألم أزد في أعطياتكم، ألم أعط فقراءكم، ألم أخدم زمناكم، فقال: ما ننقم عليك في أنفسنا ولكن ننقم عليك في انتهاك ما حرم الله وشرب الخمر ونكاح أمهات أولاد أبيك واستخفافك بأمر الله، ورجع الي الوراء واخذ مصحفا وقال يوم كيوم عثمان، ونشر المصحف يقرأ، ثم قتلوه، وكان آخر كلامه قبل أن يقتل، أما والله لئن قتلت لا يرتق فتقكم ولا يلم شعثكم ولا تجتمع كلمتكم
ثم أن أصحاب يزيد علوا حائط الدار، وكان أول من علاه يزيد بن عنبسة، فنزل إلى الوليد وسيف الوليد إلى جنبه، فقال له ابن عنبسة: نحّ سيفك، فقال له الوليد: لو أردت السيف لكان لي ولك حال غير هذه ، فأخذ بيد الوليد وهو يريد أن يحبسه ويؤامر فيه، فنزل من الحائط عشرة، فضربه أحدهم على رأسه، وضربه آخر على وجهه، واحتز آخر رأسه
وقدم بالرأس على يزيد فسجد، وكانوا قد قطعوا كفه، فبعثوا بها إلى يزيد قبل الرأس فطيف به في دمشق ثم نصب.
وكان يزيد قد جعل في رأس الوليد مائة ألف، وانتهب الناس عسكره وخزانته.
قتل يوم الخميس لليلتين بقيتا من جمادى الآخرة من سنة (126هـ). وكانت خلافته سنة وثلاثة أشهر .
وفي مقدار عمره خمسة أقوال، أحدها: ثمانية وثلاثون سنة، قاله هشام. والثاني: ست وثلاثون، قاله الواقدي، والثالث: إحدى وأربعون سنة، والرابع خمس وأربعون، والخامس: ست وأربعون.
وجاء مقتله دليلا علي حالة الانهيار الذي وصل إليه أبناء البيت الأموي الذين فقدوا كل إحساس بالمحافظة على دولتهم والأخطار التي كانت تحدق بها من كل جانب ولقد سهلوا بعملهم هذا لأعدائهم القضاء على دولتهم وعليهم جميعا في مدى ست سنوات بعد مقتل الوليد بن يزيد.

## رواية المدافعين عنه
تعتبر خلافة الوليد بن يزيد بداية النهاية للدولة الأموية حيث انفجرت المشاكل في كل مكان والأخطر من ذلك أن الانقسامات حدثت بين أبناء البيت الأموي نفسه وأصبح بأسهم بينهم شديد.
فرغم أن الوليد استهل عهده بزيادة رواتب الجند وقد يسر له ذلك كثرة الأموال التي تركها له عمه هشام، الذي اشتهر بتدبير الأموال ورغم أنه اشتهر بصفات حسنة وميل إلى فعل الخير على حد تعبير ابن كثير الذي يقول : ثم أن الوليد بن يزيد سار في الناس سيرة حسنة بادئ الرأي وأخرج من بيت المال الطيب والتحف لعيالات المسلمين وزاد في أعطيات الناس ولا سيما أهل الشام والوفود وكان كريما ممدوحا شاعرا مجيدا لا يسأل عن شيء فيقول لا ،
رغم هذه البداية الطيبة إلا أن الوليد لقي مصرعه علي أثر ثورة أقامها ضده بتدبير ابن عمه يزيد بن الوليد بن عبد الملك وبعض أبناء عمومته الآخرين، هشام وسليمان والحجاج.
وقد نجح هؤلاء في تلطيخ سمعة الوليد واتهموه بالفسق والفجور واللواط والعكوف على شرب الخمر والغناء، حتى اتهموه أنه يشرب الخمر فوق الكعبة عندما أمره عمه هشام على الحج سنة 119 هـ،
كما اتهم بإنه أهان المصحف الشريف إلى غير ذلك من التهم الشنيعة التي ألصقها أبناء البيت الأموي بابن عمهم، والحقيقة أنه بالتكامل والبحث في النصوص اتضح أن هذه التهم مبالغ فيها، بل تكاد تكون مختلقة من أساسها بدافع الحقد والخصومة، فبعض المصادر التاريخية تروي ما يدل على أن الوليد لم يكن على هذه الصورة الماجنة الفاجرة، فابن الأثير يروي أن الوليد كان عفا ذا مروءة وكان ينهي الناس عن الغناء لأنه يزيد في الشهوة ويهدم المروءة، ثم يقول : (وقد نزه قوم الوليد مما قيل فيه وأنكروه ونفوه عنه، وقالوا : أنه قيل عنه وليس بصحيح .

## أبناؤه

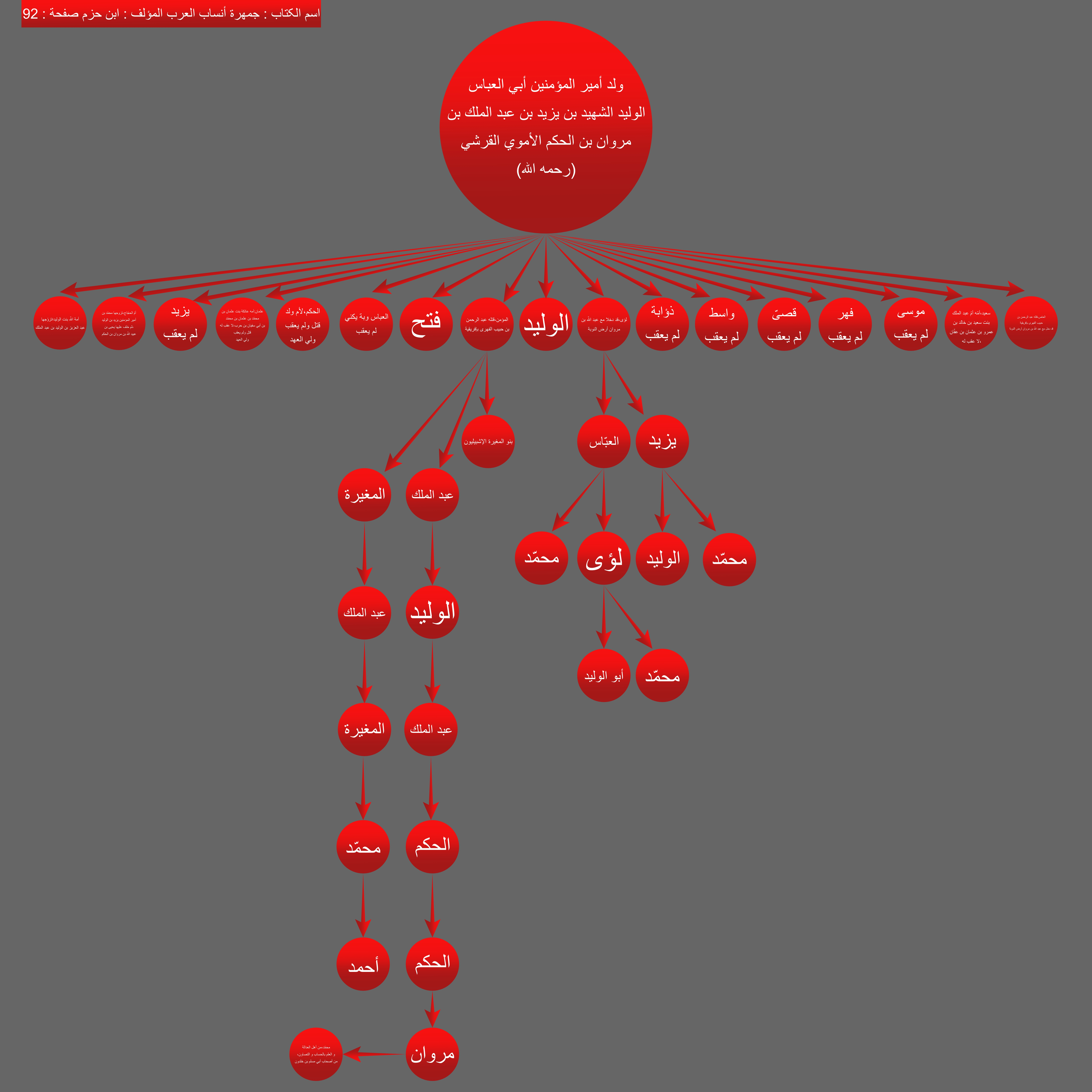
ولد أمير المؤمنين الوليد بن يزيد بن عبد الملك الأموي القرشي الشهيد

وهؤلاء ولد الوليد بن يزيد أمير المؤمنين
أم الوليد هذا أم محمّد بنت محمد بن يوسف أخي الحجاج بن يوسف. وولد الوليد هذا:
- الحكم بن الوليد بن يزيد بن عبد الملك بن مروان بن الحكم، لأم ولد.
- وعثمان بن الوليد بن يزيد بن عبد الملك بن مروان بن الحكم: أمه عاتكة بنت عثمان بن محمد بن عثمان بن محمد بن أبي سفيان بن حرب، لا عقب لهما، ولاّهما العهد؛ وقتلا بعده.
- ويزيد بن الوليد بن يزيد بن عبد الملك بن مروان بن الحكم.
- والعاصي بن الوليد بن يزيد بن عبد الملك بن مروان بن الحكم، قتل بأفريقيا قتله عبد الرحمن بن حبيب الفهري.
- وسعيد بن الوليد بن يزيد بن عبد الملك بن مروان بن الحكم، أمّه أم عبد الملك بنت سعيد بن خالد ابن عمرو بن عثمان بن عفان، لا عقب له.
- والعباس بن الوليد بن يزيد بن عبد الملك بن مروان بن الحكم وبه يكنى الوليد.
- وموسى بن الوليد بن يزيد بن عبد الملك بن مروان بن الحكم.
- وفتح بن الوليد بن يزيد بن عبد الملك بن مروان بن الحكم أعقب.
- وفهر بن الوليد بن عبد الملك بن مروان بن الحكم.
- وقصي بن الوليد بن عبد الملك بن مروان بن الحكم.
- ولؤي بن الوليد بن يزيد بن عبد الملك بن مروان بن الحكم أعقب.
- وواسط بن الوليد بن يزيد بن عبد الملك بن مروان بن الحكم.
- وذؤابة بن الوليد بن يزيد بن عبد الملك بن مروان بن الحكم.
- والمؤمن بن الوليد بن يزيد بن عبد الملك بن مروان بن الحكم فيه البيت والعدد، فمن ولده بنو المغيرة الأشبيليون، قتل المؤمن بأفريقيا، قتله عبد الرحمن بن حبيب الفهري.
- والوليد بن الوليد بن يزيد بن عبد الملك بن مروان بن الحكم أعقب.

لا عقب لواحد منهم إلاّ لفتح ولؤي؛ والمؤمن؛ والوليد؛ أعقب هؤلاء؛ وأمّ الحجّاج، تزوجها محمّد بن أمير المؤمنين يزيد بن الوليد، ثم خلف عليها يحيى بن عبيد اللّه بن مروان بن الحكم؛ وأمة اللّه بنت الوليد؛ تزوّجها عبد العزيز بن الوليد بن عبد الملك. فمن ولد المؤمن بن الوليد هؤلاء: بنو المغيرة الإشبيليون؛ منهم، مروان بن الحكم بن الحكم بن عبد الملك ابن الوليد بن عبد الملك بن المؤمن بن أمير المؤمنين الوليد بن يزيد؛ وله ابن اسمه محمّد، من أهل العدالة والعلم بالحساب والتصاون، من أصحاب أبي مسلم بن خلدون؛ وأحمد بن محمّد بن المغيرة بن عبد الملك بن المغيرة بن المؤمن بن أمير المؤمنين الوليد بن يزيد. وقتل المؤمن والعاصي هذان بأفريقيّا، قتلهما عبد الرحمن بن حبيب الفهري. وكان العاصي هذا ولؤيّ قد دخلا مع عبد اللّه بن مروان أرض النوبة. وولد لؤي بن الوليد، يزيد، والعبّاس؛ فولد العبّاس بن لؤي، محمّد، ولؤيّ؛ فولد لؤي بن العبّاس بن لؤي، أبو الوليد، ومحمّد.